# أمين لينغانزي
أمين لينغانزي (مواليد 16 نوفمبر 1989 في الجزائر - الجزائر) من أب كونغولي يلعب كوسط ميدان بدأ مشواره الرياضي مع نادي أيكس الفرنسي ثم إلتحق بنادي كان و بعدها نادي سان إتيان، ثم لعب لصالح نادي الدرجة الممتازة بلاكبيرن روفرز الإنجليزي منذ 2010 في مركز الوسط المحوري.

## روابط خارجية
- أمين لينغانزي على موقع قاعدة بيانات كرة القدم.إي يو (الإنجليزية)
- أمين لينغانزي على موقع ناشيونال فوتبول تيمز (الإنجليزية)
- أمين لينغانزي على موقع Soccerbase.com (لاعب) (الإنجليزية)
- أمين لينغانزي على موقع Soccerway.com (الإنجليزية)
- أمين لينغانزي على موقع عالم كرة القدم.نت (الإنجليزية)